# 베르너 슈텡겔
베르너 슈텡겔(독일어: Werner Stengel, 1936년 8월 22일 ~ )은 독일의 롤러코스터 디자이너 및 공학자로, 세계의 많은 롤러코스터의 설계를 담당했다.